# Верхнеподпольный
Верхнеподпо́льный — хутор в Аксайском районе Ростовской области.
Входит в состав Верхнеподпольненского сельского поселения, являясь его административным центром.

## География
Расположен в 25 км (по дорогам) юго-восточнее районного центра — города Аксай.
Хутор находится на левобережье Дона.

### Улицы
- ул. Дружбы,
- ул. Зелёная,
- ул. Мира,
- ул. Новая,
- ул. Советская,
- ул. Школьная.

## История
В ходе Великой Отечественной войны, в июле 1942 года, хутор был занят немецкими войсками. 9 февраля 1943 года его освободили войска 24-й гвардейской стрелковой дивизии, 3-й гвардейской дивизии и 87-й стрелковой дивизии 51-й армии.
В 1996 году в хуторе открылся памятник воинам, погибшим в Великой Отечественной войне, в виде самолёта МиГ-25.

## Население
| 1989 | 2002  | 2010  |
| ---- | ----- | ----- |
| 1480 | ↗1800 | ↘1580 |

## Инфраструктура
На территории Верхнеподпольного находится ВПСШ, в которой обучаются дети из хуторов Верхнеподпольный, Черюмкин, Алитуб и Рыбацкий.